# کلیپستون، بدفوردشر
کلیپستون (به انگلیسی: Clipstone) یک روستا در بریتانیا است که در Central Bedfordshire واقع شده‌است.